# 3414 Champollion
A 3414 Champollion (ideiglenes jelöléssel 1983 DJ) a Naprendszer kisbolygóövében található aszteroida. Edward L. G. Bowell fedezte fel 1983. február 19-én.